# فرودگاه کایلی
فرودگاه کایلی (به انگلیسی: Kaélé Airport) یک فرودگاه با کد یاتا KLE است . این فرودگاه در کشور کامرون قرار دارد .